# Bärnstensvin

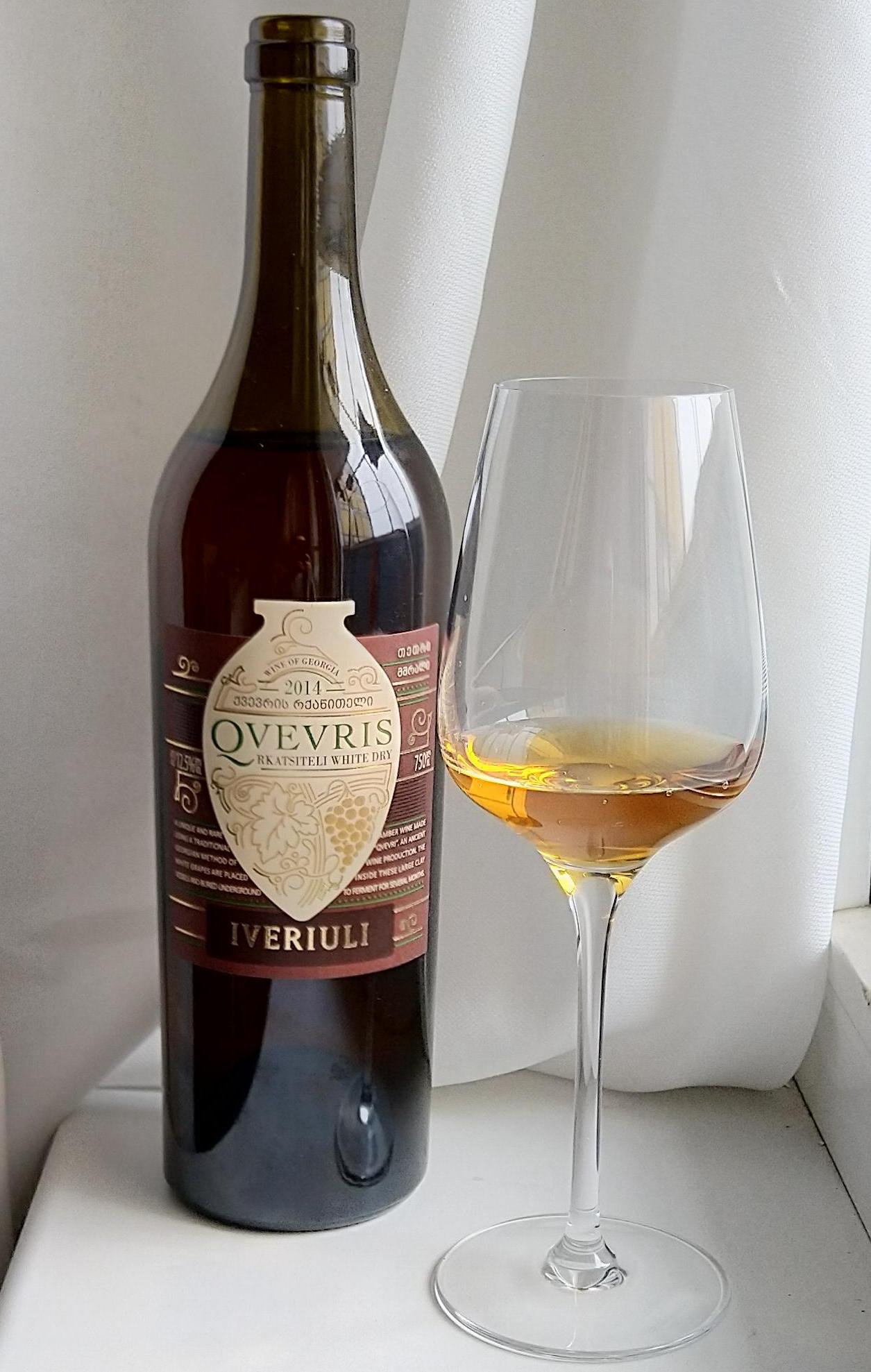
Bärnstensvin

Bärnstensvin eller orangevin kallas vin tillverkat på gröna druvor som sedan macererat (det vill säga jäst tillsammans med druvskalen) längre än vanligt, vilket ger vinet en bärnstenslyster. Bärnstensviner är oftast mer tanninhaltiga än vanliga vita viner.
Traditionen av att tillverka bärnstensviner hålls vid liv framför allt i Georgien, där vin har tillverkats i över 8000 år och sedan urminnes tider har symboliserat folkets och nationens livskraft och gudomliga koppling till Gud och naturen. Georgien har en av UNESCO prisad mat och dryckeskultur som manifesteras i det georgierna kallar supra. I produktionen av bärnstensvin används vanligen traditionella, inhemska druvsorter såsom Mtsvane och Rkatsiteli. Traditionellt tillverkas och lagras denna typ av vin i stora krukor, kvevris, i de vinerier som på georgiska heter marani. 